# Breezanddijk
Breezanddijk (en frison : Breesândyk) est un hameau situé dans la commune néerlandaise de Súdwest-Fryslân, dans la province de la Frise, en plein milieu de l'Afsluitdijk. Le 1er janvier 2009, le hameau comptait quatre habitants logés au sein de la station-service Texaco qui constitue le seul commerce de la localité.

## Situation

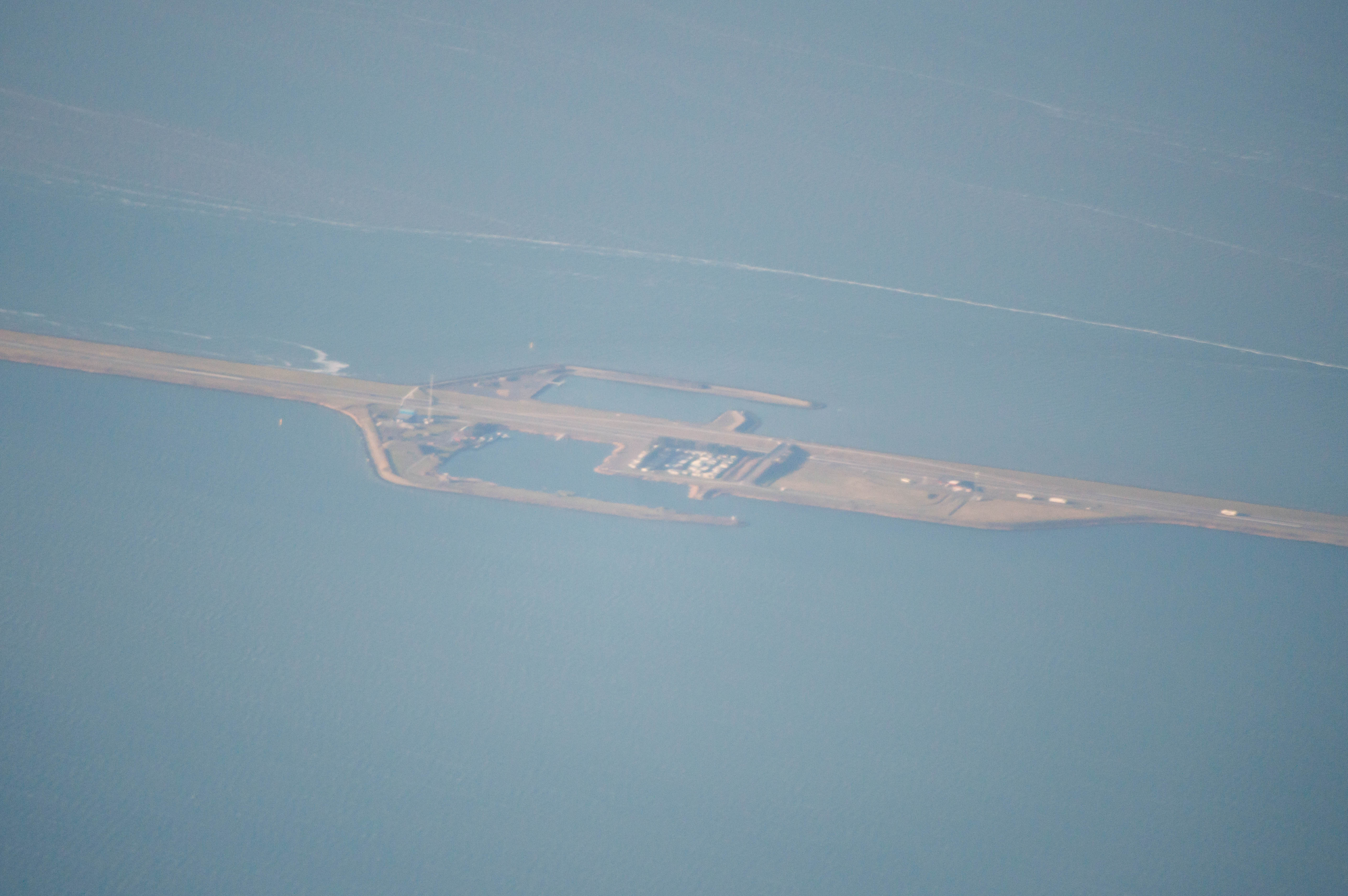
Vue du ciel

Breezanddijk est une construction artificielle créée sur l'ancienne île de travail Breesân durant la construction de l'autoroute A7 (E22). Cette autoroute de Breesândyk est construite sur la digue séparant le lac IJsselmeer de la mer du nord.
Avec aussi peu d'habitants, un hameau de cette taille situé sur le continent ne serait pas considéré comme un village, mais du fait de sa situation particulière, il est considéré comme un village par la municipalité. Il possède à ce titre un code postal (8766 TS). Il y a quatre habitants depuis au moins 2005, mais le code postal indépendant n'a été attribué qu'en 2011, par une séparation de la commune de Wûnseradiel.

## Description

### Station-service
Une station-service Texaco, unique commerce et unique habitation pérenne du village, héberge les quatre habitants. Un échangeur sur l'autoroute permet d'accéder à la station-service de chaque côté et éventuellement de faire demi-tour.

### Ports
Deux ports se font face, l'un sur la mer du nord, l'autre sur le lac IJsselmeer. Ce dernier est utilisé pour l'acheminement des rotors d'éoliennes constituant le parc éolien de Fryslân en construction depuis 2020 à proximité de Kornwerderzand,.

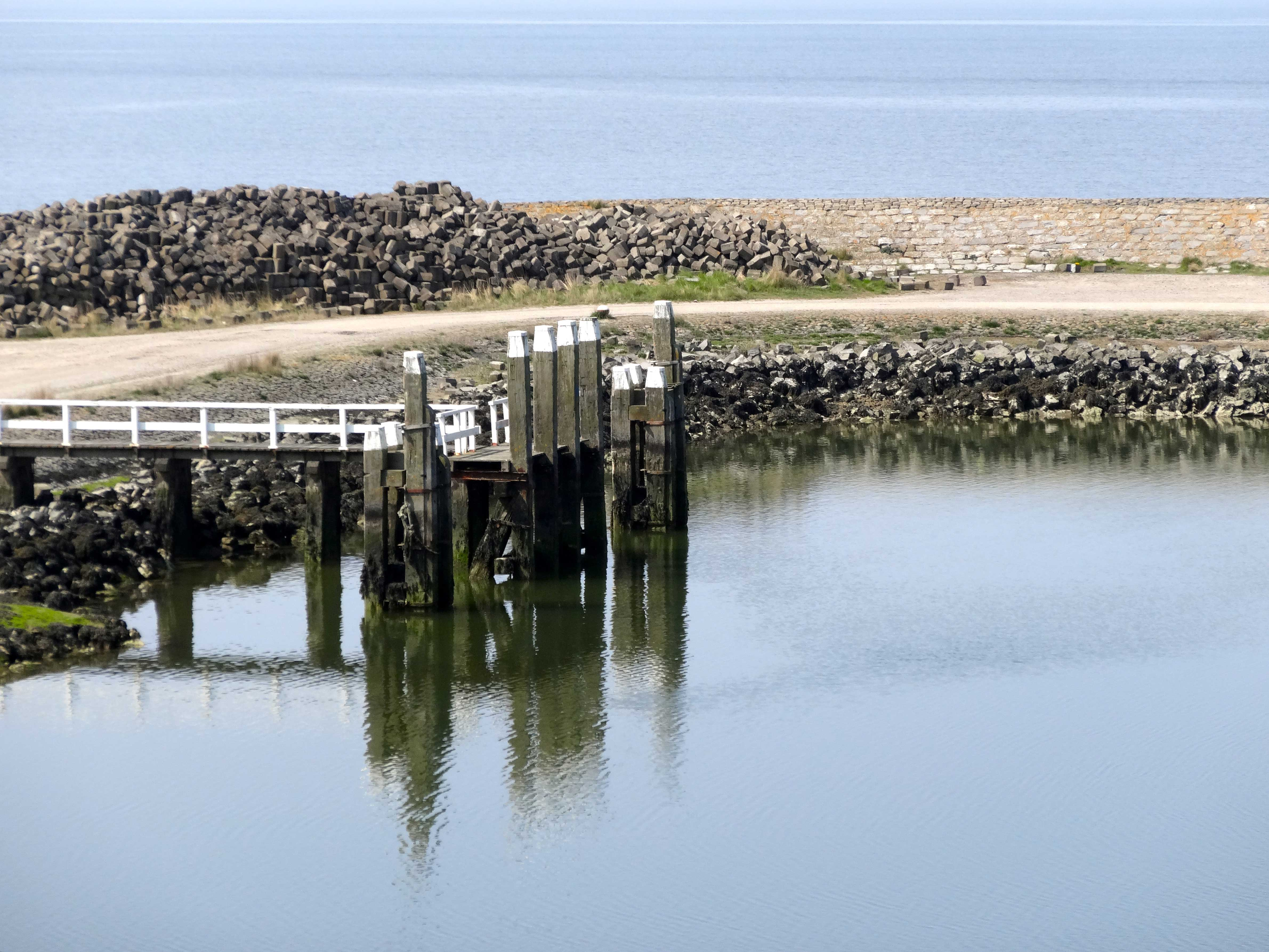
Port du nord, côté mer du nord
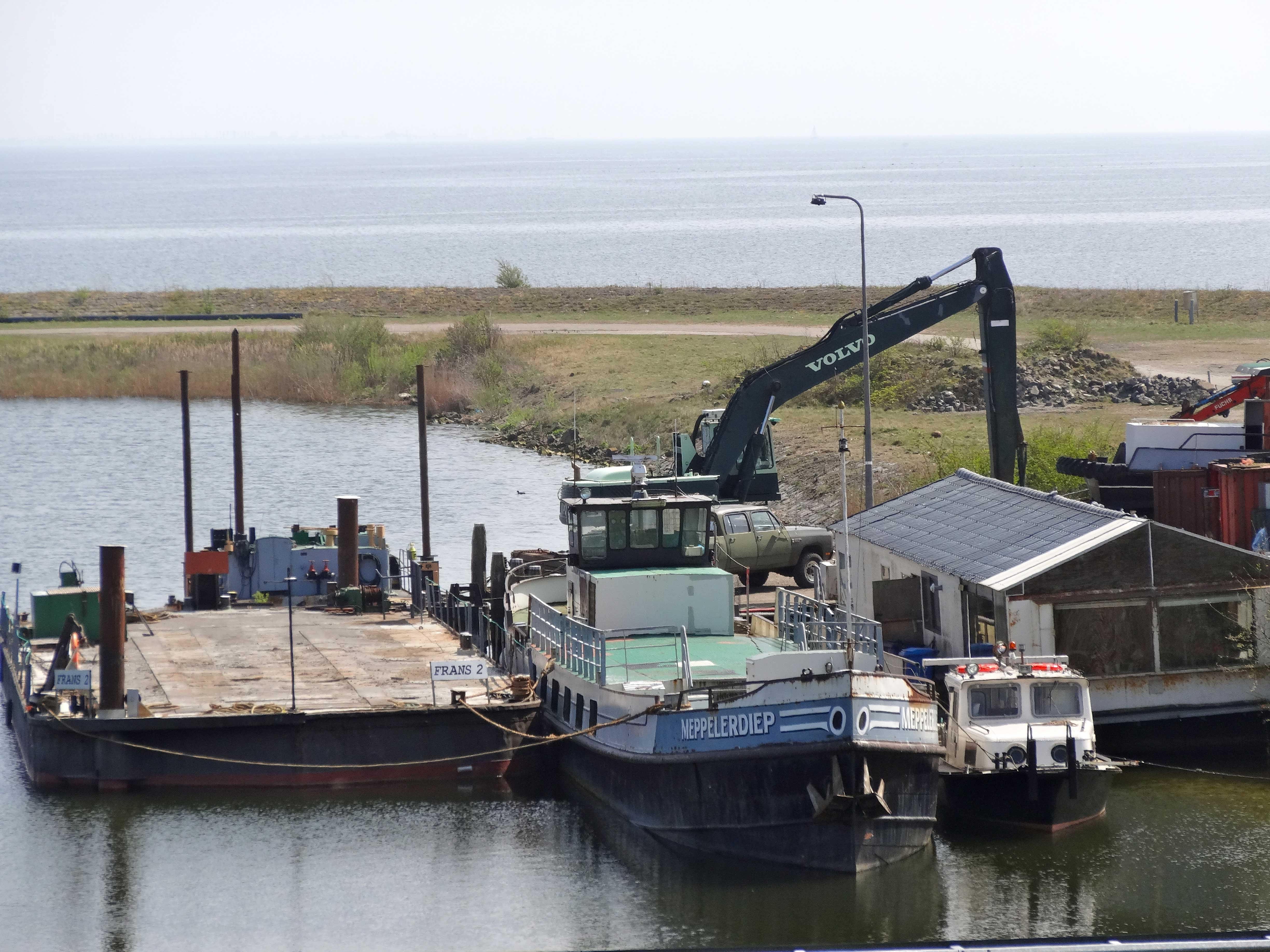
Port du sud, côté lac.

### Camping
Un camping d'une cinquantaine de places, exploité par la Rijkswaterstaat n'est accessible qu'aux membres de l'association de pêche en mer et de camping « Het Wad ». Ce camping est équipé d'une connexion internet et d'électricité mais ni d'eau courante ni d'égouts.

## Projets
En 2007, une proposition a été faite pour la construction d'un hôtel, d'un restaurant, d'une salle de conférence et d'un centre d'exposition[réf. souhaitée].